# Phytobia peruensis
Phytobia peruensis este o specie de muște din genul Phytobia, familia Agromyzidae, descrisă de Spencer în anul 1977.
Este endemică în Peru. Conform Catalogue of Life specia Phytobia peruensis nu are subspecii cunoscute.